# Titania (Marvel Comics)
Titania, il cui vero nome è Mary MacPherran, è un personaggio dei fumetti creato da Jim Shooter (testi) e Mike Zeck (disegni), pubblicato dalla Marvel Comics. La sua prima apparizione avviene in Secret Wars (vol. 1) n. 3 (luglio 1984).
Supercriminale tra i principali nemici di She-Hulk e moglie dell'Uomo Assorbente, Titania è una dei personaggi femminili più forti dell'Universo Marvel ed indossa solitamente un costume viola con file di borchie metalliche a forma di aculeo su gambe e braccia.
Sebbene al momento del suo esordio esistesse un personaggio omonimo, MacPherran è divenuta la "Titania" più celebre e la precedente ha in seguito cambiato identità.

## Storia editoriale
Esordita a opera di Jim Shooter e Mike Zeck su Secret Wars n. 3, datato luglio 1984, il personaggio è stato chiamato col nome di un'assistente alla produzione della Marvel Comics su richiesta dello stesso Shooter, che nel 2011 ha pubblicato una foto sul suo blog mostrando la vera Mary MacPherran e commentando: «Meravigliosa, gentile, dolce Mary Mac era davvero un briciolo della base per Titania, che era una giovane donna slanciata diventata super-robusta e forte al livello di Hulk. Se a MM fosse importato che ho realizzato una dura bad-girl ispirata a lei, e abbia fatto cenno nella sua direzione, non ne ha mai parlato. La malvagia-brillante Volcana aveva un po' di Mary Jo Duffy al suo nucleo. È stata una cosa che facevamo allora. Ora, suppongo che i creatori sarebbero citati in giudizio».
In seguito alla sua prima apparizione Titania è comparsa come ospite in numerose altre testate, divenendo poi, tra gennaio e luglio 2016, una dei personaggi principali della serie Illuminati di Joshua Williamson e Shawn Crystal.

## Biografia del personaggio

### Origini
Nata prematura a Denver, Colorado, Mary MacPherran è la terzogenita di una famiglia operaia e cresce nei sobborghi cittadini tra stenti e ristrettezze economiche che minano ulteriormente il suo sviluppo fisico rendendola molto più piccola, debole e gracile sia rispetto ai suoi fratelli che ai coetanei, rendendola perciò oggetto di derisione e bullismo da parte delle ragazze più popolari, le quali le attribuiscono il nomignolo "Skeeter" (slang per: "zanzara"). Sin dai primi anni di scuola la migliore ed unica amica di Mary è Marsha Rosenberg, ugualmente vessata dalle compagne per via della sua timidezza e obesità; entrambe le ragazze trovano poi lavoro come commesse in un discount, venendo costantemente umiliate e insultate dagli ex-compagni di scuola, cosa che porta Mary a fantasticare assiduamente su eventi impossibili come vincere alla lotteria oppure ottenere dei superpoteri.
Quando a Denver compare la seconda Donna Ragno e Marsha le fa notare che ha il suo stesso colore di capelli, Mary dichiara innocentemente di essere lei così da condividere con l'amica alcune delle sue fantasie ed evadere dalla realtà, la bugia bianca della ragazza diviene però di dominio pubblico poiché ingenuamente rivelata da Marsha e, sebbene inizialmente procuri alle due una grande popolarità, nel momento in cui il frammento di Terra sul quale si trova la loro città viene usato per formare un nuovo Pianeta dall'Arcano dando inizio alle Guerre Segrete, la vera Donna Ragno soccorre Mary, Marsha, i loro compagni e i vari concittadini poco dopo l'arrivo sbugiardando indirettamente le due che, per evitare l'ira degli altri, fuggono nella foresta di Battleworld imbattendosi nel Dottor Destino che, avendo bisogno di alleati, propone loro di dotarle di superpoteri a patto che gli giurino fedeltà.

### Guerre segrete
Accettata l'offerta di Destino, le due ragazze vengono sottoposte a un processo mutagenico grazie a macchinari ipertecnologici alimentati da una violente tempesta cosmica: Marsha ottiene la capacità di mutarsi in magma vulcanico e assume il nome di "Volcana", mentre Mary diviene un'amazzone immensamente più alta, muscolosa, e formosa rispetto alla media, decidendo di ribattezzarsi "Titania" per via della sua forza sovrumana; l'ottenimento di tale enorme potere e la rabbia per le ingiustizie subite in passato la rendono tuttavia violenta ed arrogante.
Unitasi all'orda di supercriminali guidata dal Dottor Destino, Titania affronta Thor, Rogue, Wolverine e gli X-Men, ma nel momento in cui si scontra con She-Hulk riesce a sopraffarla solo grazie all'intervento di altri supercriminali, cosa che, essendo il suo primo fallimento dopo aver ottenuto i poteri, la porta a sviluppare un'accesa rivalità nei confronti della Gigantessa di Giada.
Titania combatte successivamente con l'Uomo Ragno che, pur essendo più debole di lei, riesce a sconfiggerla facilmente grazie alla sua maggiore agilità, intelligenza ed esperienza, portando la donna a perdere tutta la sua autostima mostrandogli infine la sua reale personalità fragile ed insicura, umiliazione a seguito della quale Titania sviluppa un esagerato sentimento di timore nei confronti dell'Uomo Ragno.
Dopo che Molecola riesce ad acquisire il controllo del frammento di Denver trasportato su Battleworld riconducendolo sulla Terra, Titania e l'Uomo Assorbente, nel frattempo innamoratisi, decidono di abbandonare la guerra e tornare a casa assieme a molti altri supercriminali.

### Supercriminale
Titania e l'Uomo Assorbente, divenuti compagni di rapine, si uniscono alla nuova formazione dei Signori del male riuscendo quasi a sconfiggere i Vendicatori, salvo poi venire battuti da Wasp e Scott Lang. Rinchiusa nel supercarcere noto come Vault, la donna riesce successivamente a fuggire tentando, senza successo, di vendicarsi per la precedente sconfitta con She-Hulk.
Dopo aver militato nei Terribili Quattro ed aver superato la sua paura per l'Uomo Ragno prendendo parte anche ad un gruppo organizzato da Graviton per vendicarsi del supereroe, Titania entra brevemente nelle Femizons di Superia per poi ricongiungersi all'Uomo Assorbente, col quale si sposa e abbandona la vita da criminale, sebbene solo brevemente, tornando a scontrarsi in più occasioni con She-Hulk. Titania contrae successivamente un cancro ma viene curata grazie a Jane Foster e torna ad affrontare la rivale venendo nuovamente sconfitta ed umiliata, motivo per cui il Campione dell'Universo le procura la Gemma del Potere permettendole di accrescere il suo potere fino al punto da divenire pressoché invincibile e riuscire a sconfiggere senza problemi tutti i Vendicatori, venendo però infine nuovamente battuta con l'astuzia da She-Hulk.
In seguito arrestata, Titania viene fatta evadere da Wizard unendosi nuovamente ai Terribili Quattro ma venendo sconfitta con facilità dalla Donna Invisibile, nuovamente imprigionata e, una volta evasa, gettata tra le fauci di uno squalo da Jazinda, sebbene riesca miracolosamente a sopravvivere.

### Fear Itself
Diverso tempo dopo, assieme all'Uomo Assorbente, Titania si dirige a Johannesburg, in Sudafrica, in cerca di diamanti; qui assiste all'arrivo di uno dei sette martelli magici del Serpente e lo solleva trasformandosi in "Skirn, la Distruttrice di Uomini", la quale porta poi il marito in Cina al fine di trovare un martello adatto a lui che, una volta sollevato, lo trasforma in "Greithoth, il Distruttore di Volontà".
La coppia si reca dunque a Dubai distruggendo tutto ciò che incontra ma, alla morte del Serpente, tornano entrambi alla normalità.
Tempo dopo, lei e il marito hanno uno scontro con la nuova Thor.

### Nuovissimo Universo Marvel
In seguito alla distruzione e rinascita del multiverso Titania decide di abbandonare il crimine e tenta una carriera nella sicurezza ma, a causa della diffidenza di molti supereroi nei suoi confronti, decide infine di unirsi agli Illuminati di Hood facendo evadere il marito dal centro detentivo di Pleasant Hill e riprendendo le sue attività criminali.

## Poteri e abilità
Titania è dotata di un'immensa forza sovrumana, tanto da essere in grado di sollevare senza sforzo circa 85 t, successivamente aumentate a 100 grazie ai costanti allenamenti intensivi, il che la rende una delle donne più forti dell'Universo Marvel, capace di battersi ad armi pari con She-Hulk. Sebbene in battaglia faccia affidamento principalmente sulla forza bruta, col tempo Titania è diventata una grande esperta di combattimento corpo a corpo.
I muscoli di Titania producono considerevolmente meno tossine della fatica rispetto a un comune essere umano, garantendole livelli di resistenza molto maggiori, inoltre la densità dei suo tessuti è tale da renderla quasi completamente invulnerabile, permettendole di resistere a proiettili, temperature elevate e cadute da grandi altezze.

## Davida DeVito
Davida DeVito, nota come Lascivious e in precedenza come Titania, è un personaggio dei fumetti creato da Mark Gruenwald, Ralph Macchio (testi) e John Byrne (disegni), pubblicato dalla Marvel Comics. La sua prima apparizione avviene in Marvel Two-in-One (vol. 1) n. 54 (agosto 1979).

### Biografia del personaggio
Nata a Davidale, Maine, Davida DeVito diviene una wrestler femminile nota professionalmente come "Titania" che, assieme alle colleghe Letha, Giunonia e Mimì Spaventia forma il team delle Grapplers finché, stanche di guadagnare meno dei colleghi uomini, le quattro decidono di stringere un accordo con la Roxxon per ottenere dei superpoteri ed iniziare un'attività come supercriminali a patto che attacchino il Progetto Pegasus per conto della corporazione, missione nel corso della quale vengono sconfitte da Quasar e Giant-Man, per poi affrontare Dazzler e la Cosa, prima di decidere di rigare dritto e tornare nella Unlimited Class Wrestling Federation, dove tuttavia Titania viene attaccata nelle docce dal Flagello dei criminali e uccisa.
Resuscitata diverso tempo dopo grazie ai poteri di Hood, che le conferisce la capacità di controllare la parte del cervello umano che regola la passione e il desiderio sessuale, Davida assume il nuovo nome di battaglia di "Lascivious" e torna a fare coppia fissa con Letha. Una volta ricongiuntesi a Giunonia, le rinate Grapplers tentano di reclutare nuovamente tra le loro file Melissa Gold, che nel frattempo ha però dismesso i panni di Mimì Spaventia divenendo l'eroina Songbird e, dunque, le arresta.
Successivamente evase di prigione, Lascivious, Letha e Giunonia si uniscono ai Signori del male stabilendosi nello stato canaglia di Bagalia.

## Altre versioni

### Amalgam
Nell'universo Amalgam, Titania viene fusa con Big Barda dando vita a Big Titania.

### Terra X
Nell'universo di Terra X, Titania cade in coma a seguito di uno scontro coi Vendicatori e, per vendicarla, l'Uomo Assorbente uccide la maggior parte dei membri della squadra ma, in seguito, si risveglia, cosa che spinge il marito a decidere di sacrificarsi per salvare il mondo.

### House of M
Nella realtà alternativa di House of M, Titania è un membro dei Signori del male di Hood e la sola a scampare al massacro del gruppo da parte degli uomini di Magneto, unendosi poi alla resistenza umana.

## Altri media

### Televisione
- Titania è un'antagonista ricorrente della serie animata Hulk e gli agenti S.M.A.S.H., ed una degli Agenti C.R.A.S.H. (insieme al Capo, l'Abominio, l'Uomo Assorbente, Blastaar e Sauron).
- Titania compare in un episodio della serie animata Avengers Assemble.
- La prima incarnazione in live-action di Titania avviene come antagonista secondaria all'interno della miniserie televisiva del Marvel Cinematic Universe, intitolata She-Hulk: Attorney at Law, ed è interpretata dall'attrice Jameela Jamil.

### Videogiochi
- Titania è un avversario del videogioco Iron Man and X-O Manowar in Heavy Metal.